# Mila Doce (Texas)
Mila Doce es un lugar designado por el censo del condado de Hidalgo, Texas, Estados Unidos. Según el censo de 2020, tiene una población de 6162 habitantes.
En los Estados Unidos, un lugar designado por el censo (traducción literal de la frase en inglés census-designated place, CDP) es una concentración de población identificada por la Oficina del Censo exclusivamente para fines estadísticos.

## Geografía
Está ubicado en las coordenadas 26°13′21″N 97°57′36″O / 26.22250, -97.96000 (26.222444, -97.959936). Según la Oficina del Censo, tiene una superficie de 8.5 km², correspondientes en su totalidad a tierra firme.

## Demografía
Según el censo de 2020, hay 6162 personas residiendo en la zona. La densidad de población era de 720 hab./km².
| Composición racial     | Habitantes | Porcentaje |
| ---------------------- | ---------- | ---------- |
| Blancos                | 2244       | 36.42%     |
| Afroamericanos         | 6          | 0.10%      |
| Amerindios             | 63         | 1.02%      |
| Asiáticos              | 2          | 0.03%      |
| Isleños del Pacífico   | 1          | 0.02%      |
| De otras razas         | 1686       | 27.36%     |
| De una mezcla de razas | 2160       | 35.05%     |
| Total                  | 6162       | 100.00%    |

Del total de la población, el 98.13% de los habitantes son hispanos o latinos de cualquier raza.